# August De Winter
August Maria Christiaan De Winter (ur. 12 maja 1925 w Grimbergen, zm. 30 lipca 2005) – belgijski polityk, prawnik i samorządowiec, parlamentarzysta krajowy, burmistrz Grimbergen, sekretarz stanu w rządzie federalnym, poseł do Parlamentu Europejskiego II kadencji.

## Życiorys
Ukończył studia wyższe, w 1951 doktoryzował się z prawa na Université Libre de Bruxelles. Praktykował jako adwokat, został również zastępcą sędziego pokoju w Sint-Kwintens-Lennik. Należał do masonerii oraz m.in. do rady zarządzającej brukselskiego uniwersytetu (działając na rzecz wydzielenia Vrije Universiteit Brussel).
Zaangażował się w działalność polityczną w ramach Partii Liberalnej i jej kontynuatorki Partii Wolności i Rozwoju (od 1971 w ramach flamandzkiego skrzydła tej ostatniej). Zajmował stanowisko przewodniczącego brukselskich struktur LPP (1962–1966) i PVV (1973–1974), zaś od 1977 do 1980 – wiceszefa flamandzkiego PVV. Zasiadał w radzie miejskiej Grimbergen, w tym od 1965 do 1971 był jego burmistrzem. W latach 1963–1984 pozostawał członkiem Izby Reprezentantów, gdzie od 1973 do 1974 i od 1981 do 1984 kierował partyjnym klubem. Jednocześnie w latach 1971–1984 zasiadał w radzie kulturowej Wspólnoty Flamandzkiej (w 1980 przekształconej w radę regionu). Od 1974 do 1977 i od maja do października 1980 był sekretarzem stanu ds. regionu Brukseli.
W 1984 wybrany do Parlamentu Europejskiego. Przystąpił do frakcji liberalno-demokratycznej, należał do Komisji ds. Stosunków Gospodarczych z Zagranicą oraz Komisji ds. Kwestii Prawnych i Praw Obywatelskich. Od 1989 do 1995 zasiadał w radzie Regionu Stołecznego Brukseli. Później wycofał się z polityki.